# Ross Rizley
Ross Rizley, född 5 juli 1892 i Beaver County i Oklahomaterritoriet, död 4 mars 1969 i Oklahoma City i Oklahoma, var en amerikansk politiker (republikan). Han var ledamot av USA:s representanthus 1941–1949.
Rizley är begravd på Elmhurst Cemetery i Guymon i Oklahoma.